# Primera Nacional Femenina de España 2021-22
La Primera Nacional Femenina de España 2021-22 fue la tercera edición de la Primera Nacional Femenina de España de fútbol como tercera categoría nacional, siendo inmediatamente inferior a la Segunda División. De estatus semiprofesional y organizado por la Real Federación Española de Fútbol, comenzó el 4 de septiembre de 2021.
Para esta temporada se redujo nuevamente a 98 equipos divididos en siete grupos territoriales.

## Equipos  participantes
| Grupo 1                | Grupo 2               | Grupo 3               | Grupo 4                     |
| ---------------------- | --------------------- | --------------------- | --------------------------- |
| Viajes Interrías F. F. | Real Sociedad "B"     | A. D. Son Sardina     | Sevilla F. C. "B"           |
| Deportivo Abarca "B"   | Bizkerre F. T.        | Atlético Baleares     | Cádiz C. F.                 |
| U. D. Mos              | Añorga K. K. E.       | U. D. Collerense      | U. D. Almería               |
| Victoria C. F.         | Athletic Club "C"     | C. C. E. Sant Lluis   | Granada C. F. "B"           |
| Sárdoma C. F.          | Oiartzun K. E.        | C. E. Sant Gabriel    | Málaga C. F.                |
| Victoria F. C.         | S. D. San Ignacio     | C. F. Pardinyes       | U. C. D. La Cañada Atlético |
| Peluquería Mixta Friol | Arratia C. D.         | C. D. Riudoms         | A. D. La Rambla             |
| Umia C. F.             | Aurrera de Vitoria    | Vic Riuprimer Refo    | Santa Teresa C. D.          |
| S. D. Villestro        | Tolosa C. F.          | C. E. Europa          | Extremadura U. D.           |
| Real Oviedo "B"        | Racing Féminas "B"    | R. C. D. Espanyol "B" | C. P. San Miguel            |
| Sporting de Gijón "B"  | S. D. Nueva Montaña   | C. D. Fontsanta Fatjó | C. D. Badajoz               |
| C. F. Versalles        | C. D. Monte           | Zaragoza C. F. F. "B" | C. F. F. Cáceres Atlético   |
| Gijón F. F.            | Fundación Osasuna "B" | S. D. Huesca          | C. D. Salamanca             |
| C. D. Olímpico de León | U. D. Mutilvera       | Stadium Casablanca    | C. F. F. Olympia Las Rozas  |

| Grupo 5                  | Grupo 6                        | Grupo 7                       |  |
| ------------------------ | ------------------------------ | ----------------------------- |  |
| Atlético de Madrid "C"   | Geneto del Teide               | C. F. F. Albacete             |  |
| C. D. Getafe             | C. D. Tarsa                    | Fundación Albacete "B"        |  |
| Torrelodones C. F.       | Real Unión de Tenerife         | C. D. Toledo                  |  |
| Real Madrid C. F. "B"    | C. D. Llano de Moro            | Sporting Plaza Argel          |  |
| Olímpico de Madrid       | Unión de Güímar                | Mislata C. F.                 |  |
| Madrid C. F. F. "C"      | Atlético Perdoma               | Levante U. D. "B"             |  |
| U. D. Tres Cantos        | C. D. Tenerife                 | Villarreal C. F. "B"          |  |
| Rayo Vallecano "B"       | C. F. S. La Garita             | Discóbolo-La Torre A. C.      |  |
| C. D. Samper             | C. D. Peña La Amistad          | U. D. Aldaia C. F.            |  |
| C. F. Pozuelo de Alarcón | C. F. Unión Viera              | C. F. Inprosports San Vicente |  |
| Nuestra Señora de Belén  | C. F. Las Majoreras-Guayadeque | Valencia C. F. "B"            |  |
| C. D. Atlético Lince     | C. F. Achamán Santa Lucía      | Elche C. F. "B"               |  |
| A. D. Laurus             | Puerto del Carmen C. F.        | U. D. Águilas                 |  |
| E. F. Logroño "B"        | C. D. Orientación Marítima     | Murcia Féminas                |  |

## Grupo 5
| Pos. | Equipo                   | Pts. | PJ | G  | E | P  | GF | GC  | Dif. | Clasificación         |
| ---- | ------------------------ | ---- | -- | -- | - | -- | -- | --- | ---- | --------------------- |
| 1    | Real Madrid C. F. "B"    | 61   | 26 | 19 | 4 | 3  | 84 | 19  | +65  | Ascenso               |
| 2    | Torrelodones C. F.       | 59   | 26 | 18 | 5 | 3  | 55 | 19  | +36  | Ascenso               |
| 3    | C. D. Getafe             | 55   | 26 | 17 | 4 | 5  | 69 | 28  | +41  | Promoción             |
| 4    | Atlético de Madrid "C"   | 54   | 26 | 17 | 3 | 6  | 56 | 36  | +20  |                       |
| 5    | C. D. Samper             | 45   | 26 | 14 | 3 | 9  | 48 | 33  | +15  |                       |
| 6    | Nuestra Señora de Belén  | 44   | 26 | 12 | 8 | 6  | 50 | 23  | +27  |                       |
| 7    | C. F. Pozuelo de Alarcón | 37   | 26 | 11 | 4 | 11 | 39 | 45  | −6   |                       |
| 8    | Rayo Vallecano "B"       | 36   | 26 | 10 | 6 | 10 | 42 | 42  | 0    |                       |
| 9    | E. F. Logroño "B"        | 31   | 26 | 9  | 4 | 13 | 41 | 55  | −14  |                       |
| 10   | Olímpico de Madrid       | 31   | 26 | 9  | 4 | 13 | 38 | 40  | −2   |                       |
| 11   | C. D. Atlético Lince     | 29   | 26 | 8  | 5 | 13 | 39 | 49  | −10  |                       |
| 12   | Madrid C. F. F. "C"      | 17   | 26 | 4  | 5 | 17 | 30 | 59  | −29  |                       |
| 13   | U. D. Tres Cantos        | 13   | 26 | 3  | 4 | 19 | 16 | 62  | −46  | Descenso de categoría |
| 14   | A. D. Laurus             | 4    | 26 | 1  | 1 | 24 | 11 | 108 | −97  | Descenso de categoría |

Actualizado a los partidos jugados el 1 de junio de 2022.
 Fuente: RFEF.
Criterios de clasificación: Puntos · Enfrentamientos directos · Diferencia de goles · Goles a favor · Puntos fair-play · Play-off.